# Austria
L'Austria (in tedesco Österreich, /ˈʔœstɐˌʀaɪ̯ç/; in austro-bavarese Ésterreich), ufficialmente Repubblica d'Austria (in tedesco: Republik Österreich; /ʀepuˈbliːk ˈʔœstɐˌʀaɪ̯ç/), è uno Stato dell'Europa centrale, membro dell'Unione europea. Repubblica semipresidenziale federale composta da nove Länder, confina con Svizzera (Cantone dei Grigioni, Canton San Gallo) e Liechtenstein a ovest, Slovenia e Italia (Friuli-Venezia Giulia, Trentino-Alto Adige, Veneto) a sud, Ungheria a est, Slovacchia a nord-est, Germania (Baviera) e Repubblica Ceca a nord.
Stato senza sbocco sul mare, con capitale la città di Vienna posta sulle rive del fiume Danubio, le sue origini moderne risalgono al IX secolo, quando il territorio dell'Alta e della Bassa Austria divenne sempre più popolato. Il nome Ostarrichi è attestato per la prima volta in un documento ufficiale dal 996 di Ottone III. Da allora questa parola si evolse in Österreich. È una democrazia rappresentativa semipresidenziale ed è uno dei sei paesi europei che hanno dichiarato la neutralità permanente, nonché tra i pochi paesi al mondo che include il concetto di neutralità eterna nella sua costituzione. È membro delle Nazioni Unite dal 1955 mentre l'ingresso nell'Unione europea è avvenuto il 1º gennaio 1995.

## Etimologia
La prima menzione scritta del nome "Austria" si trova nell'opera Historia Langobardorum di Paolo Diacono e risale al 796. Il nome Österreich è derivato dal vecchio tedesco Ostarrîchi (regno orientale). Il nome fu latinizzato come Austria (nel significato di territorio orientale, così come l'Austria longobarda, e non meridionale come ad esempio il termine australe) e Reich che potrebbe anche significare impero, almeno nel contesto dell'Impero austro-ungarico o del Sacro Romano Impero, anche se non nel contesto della moderna Repubblica d'Österreich. Il termine probabilmente trae origine da una traduzione volgare del nome latino medievale della regione: Marchia orientalis, che si traduce anche come "marca orientale" o "confine orientale", in quanto situata sul margine orientale del Sacro Romano Impero, che è stato anche rispecchiato nel nome Ostmark.
Tuttavia, Friedrich Heer, uno dei più importanti storici austriaci nel XX secolo, ha dichiarato nel suo libro Der Kampf um die österreichische Identität (la lotta sull'identità austriaca), che la forma germanica Ostarrîchi non è stata una traduzione della parola latina, ma entrambe il risultato di un termine molto più antico risalente alle lingue celtiche della regione: più di 2 500 anni fa, la maggior parte del paese veniva chiamato Norig dalla popolazione celtica (cultura di Hallstatt); no-  o  nor- significava "est" od "orientale", mentre rig è stato correlato al moderno reich tedesco: regno (tra le altre cose). Di conseguenza Norig significherebbe Ostarrîchi e Österreich, così come Austria: il nome celtico sarebbe stato in seguito latinizzato in Noricum, all'epoca della conquista romana della regione.
La denominazione ufficiale è Repubblica d'Austria (Republik Österreich). Dopo la caduta dell'Impero austro-ungarico nel 1918 venne originariamente conosciuta come Republik Deutschösterreich (Repubblica dell'Austria tedesca), ma fu costretta a cambiare la sua denominazione in Repubblica d'Austria nel 1919 con il trattato di Saint-Germain. Il nome venne cambiato di nuovo nel corso del regime austro-fascista (1934-1938) in Stato Federale d'Austria (Bundesstaat Österreich), seguito dall'Ostmark della Germania nazista post-Anschluss; ma restaurato alla versione precedente dopo aver riacquistato l'indipendenza e la nascita della Seconda Repubblica (Zweite Republik, 1955 - presente).

## Storia

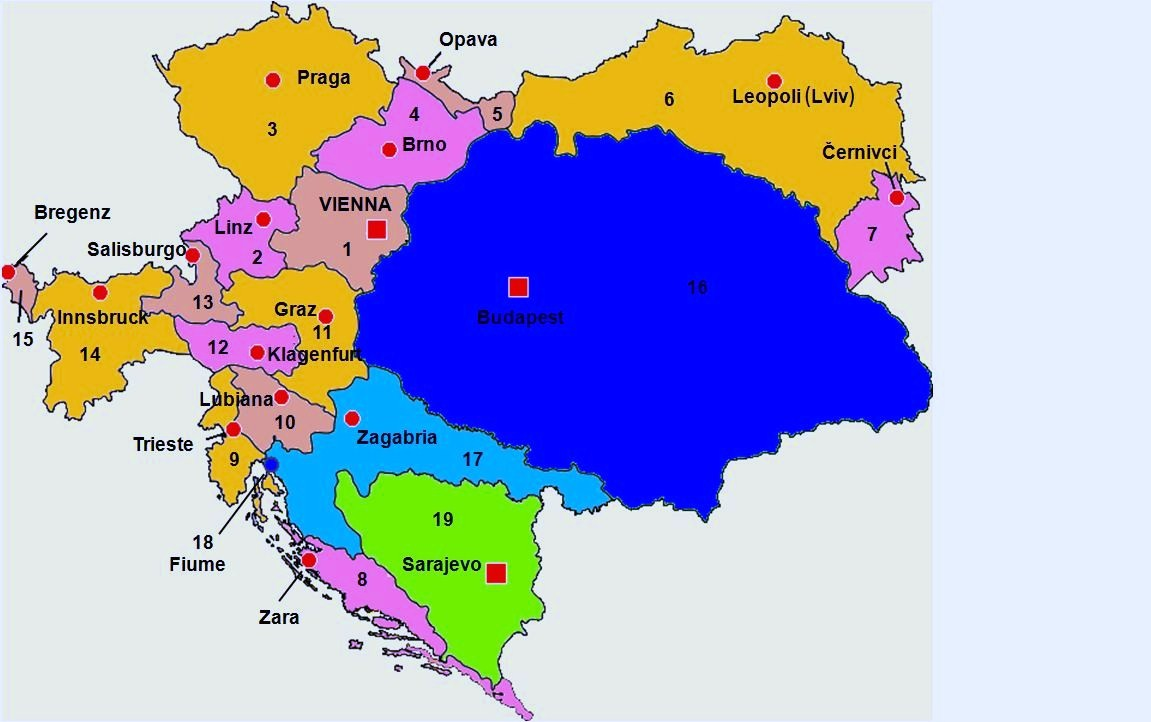
L'Impero austro-ungarico nel 1914

Anticamente abitata dai Celti e dagli Illiri nella parte orientale, l'avanzata dei Celti ridusse sensibilmente la presenza degli Illiri che ripararono principalmente sulle coste adriatiche. Fu conquistata dai Romani e per secoli fece parte dell'Impero romano. Longobardi, Ostrogoti, Bavari, Alemanni e Franchi ne occuparono il territorio che fu germanizzato. L'Austria finì sotto il dominio dei Babenberg dal X al XIII secolo. I Babenberg vennero quindi scalzati dagli Asburgo, la cui linea continuò a governare l'Austria fino al XX secolo.
Poco prima dello scioglimento del Sacro Romano Impero germanico nel 1806, venne fondato l'Impero austriaco (1804), che fu trasformato nel 1867 nella doppia monarchia dell'Austria-Ungheria. Dopo la sconfitta delle potenze centrali nella prima guerra mondiale, l'impero fu diviso in diversi Stati indipendenti, mentre altri estesi territori furono ceduti ad altre potenze vincitrici del conflitto, portando così l'Austria a ottenere la forma odierna. Nel 1918 l'Austria divenne una repubblica, con il nome di Repubblica dell'Austria tedesca (Republik Deutschösterreich), sebbene le fosse imposto il cambio di nome a Repubblica d'Austria. L'Austria mantenne istituzioni democratico-rappresentative fino al 1934, quando il cancelliere federale Engelbert Dollfuß dopo un breve governo autoritario (sciolse il parlamento nel 1933, seguendo l'esempio fascista) venne ucciso in un attentato nazista finalizzato all'annessione dell'Austria alla Germania nazista.
L'Austria fu infine annessa alla Germania nel 1938 (il cosiddetto Anschluss), anche se una parte degli austriaci non ne fu entusiasta, a quanto scrive un testimone come il fascista Manlio Morgagni. Dopo l'annessione, tale Reichsgau vide la creazione di diversi campi di concentramento nazisti, dei quali il più esteso fu il campo di concentramento di Mauthausen.
Alla fine della seconda guerra mondiale, dopo la sconfitta nazista, l'Austria venne occupata dagli Alleati fino al 1955, quando lo Stato divenne nuovamente indipendente, a condizione che rimanesse neutrale. Nonostante ciò, dopo il collasso del comunismo, in Europa orientale, l'Austria venne sempre più coinvolta nelle questioni europee: nel 1995 entrò a far parte dell'Unione europea e nel 1999 della zona dell'euro.

## Geografia

### Dati generali
L'Austria è uno Stato situato nell'Europa centrale sul versante settentrionale della parte orientale dell'arco alpino; in particolare, comprende parte delle Alpi Retiche e tutto il gruppo delle Alpi Orientali (Alpi austriache, Tauri, Alpi Noriche e Carniche). Tre quinti del paese sono occupati da territorio alpino. Muovendosi verso oriente l'altitudine dei rilievi delle Alpi Orientali cala progressivamente in direzione dei Carpazi e della pianura ungherese.
Confina a nord con la Repubblica Ceca (362 km), a nord-ovest con la Germania (784 km), a est con la Slovacchia (91 km) e l'Ungheria, a sud-ovest con l'Italia e a sud-est con la Slovenia, a ovest con la Svizzera e il Liechtenstein. La Kleinwalsertal e il paese di Jungholz sono raggiungibili solo dalla Germania. Il paese di Samnaun (Svizzera) fino a pochi anni fa era raggiungibile unicamente dall'Austria. Il territorio austriaco si estende per 573 km in direzione est-ovest e per 294 km in direzione nord-sud. La superficie complessiva del paese è pari a 83871 km² e 83858 km² senza contare la superficie acquatica; il paese non ha sbocchi sul mare.
Il punto più occidentale del paese si trova a 47°16′16″N 9°31′51″E, in corrispondenza del fiume Reno nei pressi del comune di Bangs nello Stato federato del Vorarlberg. È da notare però che non vi è un accordo preciso che definisca i confini internazionali tra Austria, Svizzera e Germania all'interno dello specchio del lago di Costanza. Il punto più orientale del paese è a 48°00′24″N 17°09′38″E nel territorio del comune di Deutsch Jahrndorf nello Stato federato del Burgenland. Il punto più settentrionale del paese è il torrente Neumühlbach (49°01′14″N 15°01′16″E) nei pressi di Rottal, Alta Austria, anche se il centro abitato più settentrionale è il comune di Haugschlag, Alta Austria (48°59′51″N 15°03′32″E), mentre il punto più meridionale (46°22′21″N 14°33′55″E) è situato nelle Alpi di Kamnik e della Savinja, in Carinzia.

### Morfologia
Il territorio è in gran parte ricoperto di catene montuose. Le principali catene sono: Alpi Venoste, e a nord Alpi Noriche, Alti Tauri con la vetta più alta del paese: il Großglockner, e le Alpi Salisburghesi. Altre cime importanti sono il Palla Bianca, il Wildspitze e il Großvenediger.

### Idrografia
Gran parte del territorio del paese (83786 km²) è compreso nel bacino del fiume Danubio e quindi del Mar Nero. Fanno eccezione il Vorarlberg (2366 km²) che è compreso nel bacino del Reno e quindi del Mare del Nord e una piccola parte del Massiccio Boemo (918 km²) che è tributario dell'Elba tramite il fiume Moldava.

#### Fiumi

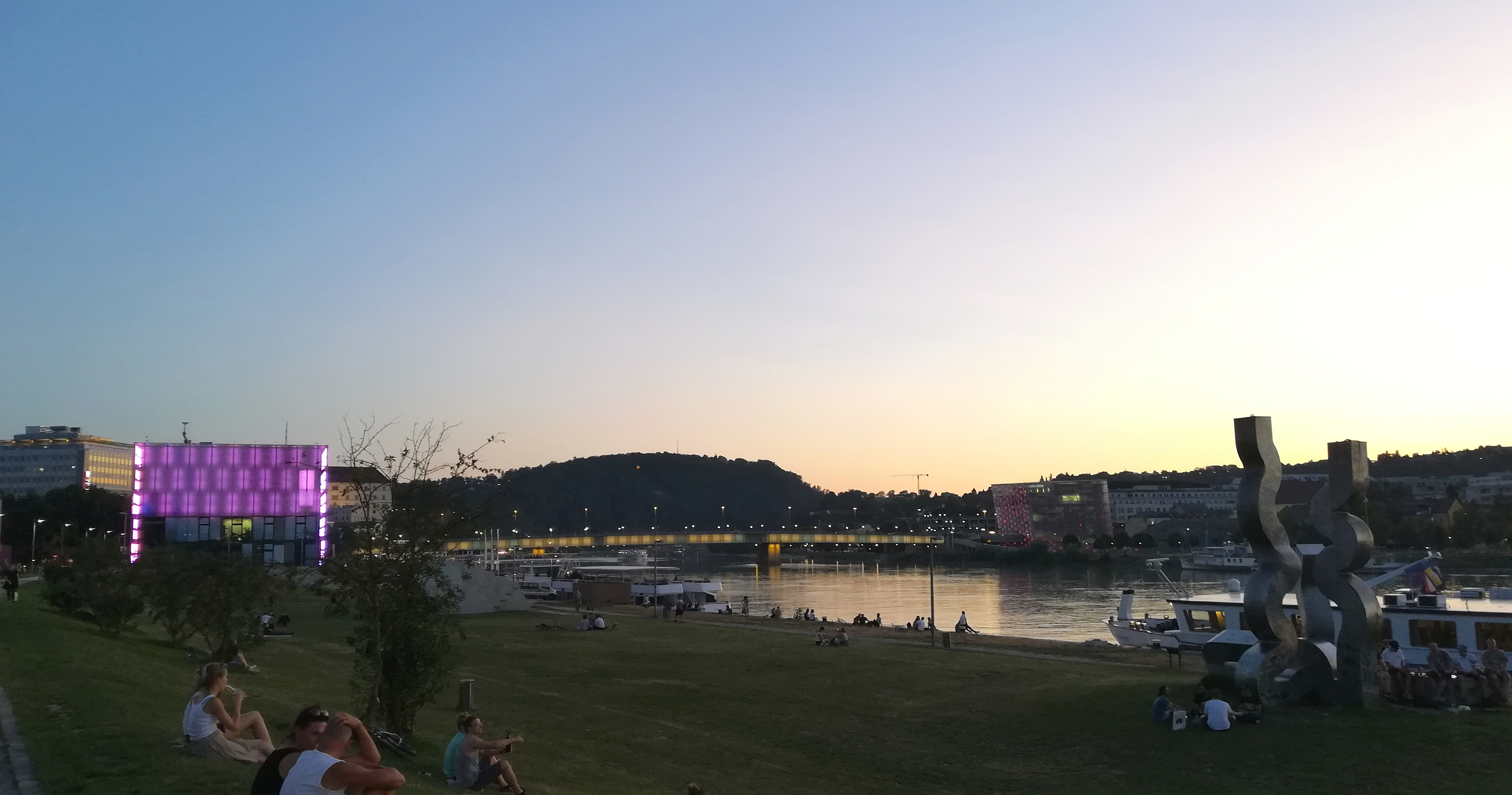
Il Danubio vicino a Linz

L'Austria è attraversata dal Danubio che scorre nel paese per circa 350 km in direzione est. Il Danubio entra nel territorio austriaco in corrispondenza della città bavarese di Passavia (Passau) subito dopo la confluenza con i fiumi Eno (Inn) e Ilz, e ne esce, dopo averne attraversato la capitale, e aver segnato per un breve tratto il confine fra Austria e Slovacchia, a ovest di Bratislava.
Sono affluenti del Danubio (elencati da ovest a est):
- I fiumi Lech e Inn (510 km) (che attraversano il Tirolo), quest'ultimo ha come affluente il Salzach (che ha come bacino gran parte del Salisburghese).
- I fiumi Ager, Traun, Enns, Ybbs, Erlauf, Traisen, Wien, Caris e Fischa che passano nei territori della Stiria, dell'Alta Austria, della Bassa Austria e di Vienna.
- Il fiume Drava (720 km), che nasce in Italia nei pressi di Dobbiaco/Toblach, indi attraversa parte della Carinzia e confluisce nel Danubio fuori dal territorio austriaco.
- La Mura (358 km), che attraversa buona parte della Stiria, compresa Graz e confluisce nella Drava in territorio croato.

### Clima e ambiente
Il clima nelle regioni montuose è prevalentemente di tipo alpino, essendo il territorio prevalentemente montuoso, con estati per lo più fresche e ventilate e inverni freddi e rigidi. La vegetazione è molto rigogliosa con boschi di conifere e latifoglie. A est, nella pianura pannonica e lungo la valle del Danubio, il clima mostra caratteristiche continentali con temperature più calde e meno pioggia che nelle zone alpine. A sud invece la regione è caratterizzata da un vento caldo, chiamato föhn, che favorisce la coltura della vite e della frutta.

#### Effetti del riscaldamento
Il riscaldamento globale colpisce l'Austria in vari modi. La relazione di valutazione austriaca sui cambiamenti climatici 2014 (Österreichischer Sachstandsbericht Klimawandel 2014) fornisce i seguenti risultati: in Austria, la temperatura è aumentata di quasi 2 °C nel periodo dal 1880 al 2014. Nello stesso periodo, la temperatura è aumentata a livello globale di soli 0,85 °C. Le misure finora adottate dall'Austria non coprono il contributo previsto del paese al raggiungimento dell'obiettivo globale di 2 °C. Nel XXI secolo, ci si può aspettare un aumento delle precipitazioni nel semestre invernale e una diminuzione nel semestre estivo. La durata del manto nevoso si è ridotta negli ultimi decenni, soprattutto ad altitudini medio-alte (circa 1 000 m). Tutti i ghiacciai misurati in Austria hanno chiaramente perso area e volume nel periodo dal 1980. Ad esempio, nelle Alpi meridionali Ötztal, la più grande area glaciale contigua in Austria, l'area del ghiacciaio è diminuita da 144,2 km² nel 1969 a 126,6 km² nel 1997 e 116,1 km² nel 2006. Frane, cascate e altri fenomeni gravitazionali aumentano significativamente nelle regioni montane. Il rischio di incendi boschivi aumenterà in Austria. I disturbi negli ecosistemi forestali aumentano di intensità e frequenza in tutti gli scenari climatici discussi. Gli ecosistemi con un lungo periodo di sviluppo e gli habitat delle Alpi sopra la linea degli alberi sono particolarmente colpiti dai cambiamenti climatici. Il turismo invernale continuerà a subire pressioni a causa del costante aumento delle temperature.

## Popolazione

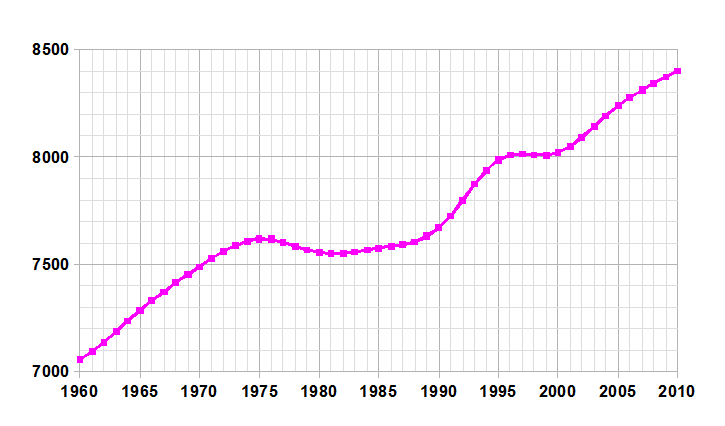
Popolazione austriaca tra il 1960 e il 2010

Circa il 90% della popolazione austriaca è di ceppo bavarese, il restante 10% proviene principalmente dalle nazioni circostanti: ungheresi (che vi sono fluiti durante l'Impero austro-ungarico) e slavi. Gli Stati federati di Carinzia e Stiria ospitano una significativa minoranza slovena di circa 18 000 membri, nello Stato di Burgenland ci sono una minoranza croata e una ungherese.
L'Austria, composta da nove Stati federati, è caratterizzata dalla distribuzione poco omogenea della popolazione. La densità demografica è bassa nelle regioni alpine, mentre nelle valli del Danubio ci sono maggiori concentrazioni. Circa un quinto della popolazione totale si concentra nell'area urbana di Vienna, mentre altre città sono di piccole dimensioni e a stento raggiungono i 200 000 abitanti. Ancora elevata è la percentuale di popolazione che vive nei villaggi rurali. Da alcuni decenni la popolazione austriaca tende a un progressivo invecchiamento. È rilevante la presenza di lavoratori stranieri, provenienti soprattutto dall'area balcanica e dalla Turchia, anche se gli immigrati hanno avuto difficoltà a integrarsi nell'area austriaca.
L'Austria è uno dei paesi con il maggior numero di studenti stranieri al mondo.

### Etnie
Austriaci 91,0%, tedeschi 1,0%, bosniaci 1,5%, turchi 1,5%, serbi 1,5%, rumeni 1,3%, altri 2,5%.

### Religione
| 1951 | 6 933 905 | 6 170 084    | 89,0% |
| 1961 | 7 073 807 | 6 295 075    | 89,0% |
| 1971 | 7 491 526 | 6 548 316    | 87,4% |
| 1981 | 7 555 338 | 6 372 645    | 84,3% |
| 1991 | 7 795 786 | 6 081 454    | 78,0% |
| 2001 | 8 032 926 | 5 915 421    | 73,6% |
| 2010 | 8 402 549 | 5,45 milioni | 64,8% |
| 2017 | 8 823 054 | 5,11 milioni | 57,9% |
| 2021 | 8 935 800 | 4,93 milioni | 53,7% |

Negli ultimi quarant'anni del XX secolo si è assistito a una progressiva riduzione del numero di coloro che professano la religione cristiana: i cattolici rappresentano nel 2021 il 53,7% della popolazione (erano l'89% nel 1951) e i protestanti circa il 4% (nel 1962 il 6,2%). I fedeli ortodossi rappresentano nel 2018 l'8,8% della popolazione. Sono d'altra parte aumentati coloro che non dichiarano nessun'appartenenza religiosa: nel 2001 il 12% degli austriaci non dichiara alcun'appartenenza religiosa (erano il 3,8% nel 1962).
Gli ebrei hanno vissuto nell'area che ora forma la Repubblica d'Austria per secoli. Una gran parte della comunità ebraica austriaca emigrò durante gli anni 1930, e molti di quelli che restarono vennero uccisi durante l'Olocausto. Nel 1930 l'Austria ospitava almeno 180 000 ebrei e alle persecuzioni ne sopravvissero solo 6 000. Le stime del 2001 parlano di una comunità ebraica piccola ma in espansione (ha accolto numerosi israeliti russi e ucraini), compresa tra le 10 000 e le 20 000 persone. L'islam, in espansione in seguito all'arrivo di numerosi immigrati, si attesta all'8% nel 2016.

### Lingue
La lingua ufficiale, il tedesco, è parlata da quasi tutti i residenti. La natura montuosa del terreno ha portato allo sviluppo di numerosi dialetti, che appartengono tutti al gruppo austro-bavarese, con l'eccezione di un dialetto che appartiene al gruppo dei dialetti alemanni nella regione del Vorarlberg. Il dialetto bavarese è parlato nel Tirolo ed è anche la lingua madre di molti abitanti dell'Alto Adige (Sud Tirolo), in Italia.

## Ordinamento dello Stato
L'Austria è una repubblica federale divisa in nove Stati federati (länder). In realtà si tratta di un federalismo largamente teorico, poiché i länder hanno un'autonomia molto esigua rispetto agli standard della maggior parte degli ordinamenti federali. Lo stato austriaco è in realtà molto simile ad uno stato unitario.

### Costituzione
La Costituzione dell'Austria (Österreichische Bundesverfassung) risale al 1º ottobre 1920.

### Suddivisioni

Stati federati austriaci

L'Austria è composta da nove Stati federati (tedesco: Bundesland, plurale: Bundesländer) a loro volta suddivisi in 84 Distretti (Bezirk plurale Bezirke) e 15 Città a Statuto Autonomo (Statutarstadt, plurale Statutarstädte). Gli 84 Distretti sono suddivisi in 2 381 Comuni (Gemeinde, plurale Gemeinden).
1. Burgenland (capoluogo Eisenstadt)
2. Carinzia (capoluogo Klagenfurt)
3. Bassa Austria (capoluogo St. Pölten)
4. Alta Austria (capoluogo Linz)
5. Salisburghese (capoluogo Salisburgo)
6. Stiria (capoluogo Graz)
7. Tirolo (capoluogo Innsbruck)
8. Vorarlberg (capoluogo Bregenz)
9. Vienna

### Città principali
Le città principali sono la capitale Vienna e i capoluoghi degli altri otto Stati federati: St. Pölten, Linz, Salisburgo (Salzburg), Innsbruck, Bregenz, Klagenfurt, Graz ed Eisenstadt. Fra le città non capoluogo dei Bundesländer le più popolose sono Wels e Villaco (Villach).

### Istituzioni
L'Austria è una repubblica parlamentare federale. Il Presidente federale (tedesco: Bundespräsident) è eletto ogni sei anni a suffragio universale diretto. Il Presidente a sua volta nomina il Cancelliere, espressione della maggioranza parlamentare; tradizionalmente è il leader del partito di maggioranza relativa. Il Parlamento austriaco consta due camere, il Consiglio federale austriaco (Bundesrat), composto da 64 rappresentanti degli Stati federati, a seconda della popolazione, e il Consiglio nazionale austriaco (Nationalrat) (sola Camera con la quale il potere esecutivo intrattiene il rapporto di fiducia), composto da 183 membri eletti direttamente.

#### Ordinamento scolastico
L'istruzione scolastica è obbligatoria da 6 a 15 anni. Essa si divide in: scuola primaria/Volksschule (6-10 anni), scuola secondaria/ Hauptschule o AHS-Unterstufe (10-14 anni), anno integrativo prima delle superiori/Polytechnische Schule (PTS) (14-15 anni), superiori/Upper level (15-18 anni).

#### Università
Ci sono 22 università pubbliche e 15 università private in tutta l'Austria. La più antica università austriaca e, in genere, dei paesi di lingua tedesca è l'Università di Vienna, fondata il 12 marzo 1365 dal duca Rodolfo IV d'Asburgo e dai fratelli Alberto III d'Asburgo e Leopoldo III d'Asburgo, da cui proviene il nome aggiuntivo di Alma Mater Rudolphina. A Linz si trova una giovane università con un campus collegato (JKU).

#### Sistema sanitario
L'Austria ha un sistema sanitario a due livelli in cui i cittadini possono ricevere assistenza pubblica, ma hanno anche la possibilità di stipulare un'assicurazione sanitaria privata supplementare. L'assistenza sanitaria in Austria è universale per i residenti in Austria e per quelli provenienti da altri Paesi dell'UE.

#### Forze armate
Le forze armate austriache sono nate nel 1955 in seguito all'indipendenza della Seconda Repubblica austriaca. Contano 30 000-40 000 uomini e hanno una mobilitazione di 120 000 uomini.

#### Forze di polizia
Le forze di polizia in Austria sono inquadrate nella Direzione generale di pubblica sicurezza, una suddivisione del Ministero federale dell'Interno. Il sistema delle forze dell'ordine è stato profondamente riformato nel 2005, alcuni corpi di polizia sono stati sciolti e i loro appartenenti sono confluiti in nuovi soggetti appositamente creati. La riforma del 2005 ha portato allo scioglimento della Bundesgendarmerie (gendarmeria federale, nata nel 1849), del Bundessicherheitswachekorps (corpo federale guardie di sicurezza) e del Kriminalbeamtenkorps (corpi investigativi); tutti confluiti nella polizia federale.
Alla Direzione generale di pubblica sicurezza rispondono:
- Bundeskriminalamt: nato nel 2002, è un ufficio che svolge soprattutto funzione di coordinamento e investigazione;
- Bundespolizei (polizia federale): nata nel 2005 con la riforma del sistema, è organizzata su base federale con nove comandi, uno per ogni Stato federato, che rispondono al ministero. Svolge le normali funzioni di polizia comprese quelle di controllo delle frontiere;
- Gemeindesicherheitswache: è la polizia municipale dell'Austria;
- Flugpolizei (polizia dell'aria): unità che si occupa del supporto aereo durante diverse operazioni (antincendio, soccorso, repressione illeciti). Svolge anche attività di addestramento;
- Justizwache: gestisce gli istituti di pena e i detenuti. Al suo interno è istituita un'unità speciale che prende il nome di Justizwache Einsatz Gruppe.

### Simboli

Bandiera di Stato dell'Austria

- La bandiera d'Austria è composta da tre bande orizzontali di uguali dimensioni. I colori, partendo dall'alto, sono: rosso, bianco e rosso. Questa bandiera risale al 1230. Insieme alla bandiera danese è considerata tra i più antichi simboli nazionali del mondo. La versione attuale è stata adottata il 1º maggio 1945.
- Lo stemma dell'Austria è in uso sin dalla fine della prima guerra mondiale per simboleggiare il paese dopo la caduta dell'Impero austro-ungarico. I simboli del passato regime rimangono nell'aquila, non bicefala come nel periodo austro-ungarico, ma a una sola testa. Un'ultima modifica è stata effettuata dopo la fine della seconda guerra mondiale, con le catene spezzate in simbolo della liberazione dalla dittatura nazista.

## Politica

### Politica interna
Il Parlamento è bicamerale ed è costituito dal Nationalrat di 183 seggi (dieta nazionale), i cui membri sono direttamente eletti dal popolo per una durata di 5 anni e dal Bundesrat (dieta federale) che rappresenta, tramite alcuni delegati, i nove Stati federati. Dal 1945 al 1970 l'Austria fu governata dal Partito Popolare Austriaco (ÖVP), Democratico-Cristiano e poi Conservatore. Nel 1970 le elezioni furono vinte dal Partito Socialdemocratico Austriaco (SPÖ), guidato da Bruno Kreisky. I socialdemocratici avrebbero dominato il Governo per tre decenni, con i cancellieri Kreisky, Fred Sinowatz, Franz Vranitzky e Viktor Klima.
In seguito alla sconfitta socialdemocratica alle elezioni del 3 ottobre 1999 e all'impossibilità di formare una coalizione a guida socialdemocratica, il 4 febbraio 2000 venne formata una coalizione di destra, consistente dei popolari e dei liberali (FPÖ). Comunque, dopo qualche tumulto interno sulla politica e la leadership del partito, il Cancelliere Federale Wolfgang Schüssel (ÖVP) annunciò il 9 settembre 2002 che si sarebbero tenute elezioni generali anticipate per la fine di novembre. Il 24 novembre la ÖVP vinse (42,3%) ma non ottenne la maggioranza assoluta (79 seggi su 183). Dopo le elezioni lunghissimi colloqui ("Sondierungsgespräche") si svolsero tra l'ÖVP e gli altri maggiori partiti: FPÖ, SPÖ e Verdi. Il 28 febbraio 2003, la coalizione tra ÖVP e FPÖ venne continuata, sempre con Wolfgang Schüssel (ÖVP) come Cancelliere Federale. Il suo Vice Cancelliere fu Herbert Haupt (FPÖ) fin quando non venne rimpiazzato da Hubert Gorbach (FPÖ) il 20 ottobre 2003.
Nelle elezioni del 1º ottobre 2006, l'SPÖ superò (35,34% dei voti e 67 seggi) la ÖVP (34,33% e 66 seggi) e divenne Cancelliere il suo leader Alfred Gusenbauer, anche se si dovette piegare a una grande coalizione, non avendo ottenuto la maggioranza assoluta. La difficile coabitazione di SPÖ e ÖVP portò alle elezioni politiche anticipate che si tennero nel settembre 2008. Dalle urne uscì nuovamente un paese frazionato con nessun partito capace di formare da solo un governo stabile. Da rilevare è il considerevole aumento dei due partiti di destra, FPÖ e BZÖ, i quali, se non fossero divisi per motivi di contrasti personali, avrebbero lo stesso peso del partito socialdemocratico.
Al 2008 la Dieta Nazionale austriaca (183 seggi) è così composta:
- 57 seggi SPÖ (Partito Socialdemocratico d'Austria) (29,3%)
- 51 seggi ÖVP (Partito Popolare Austriaco) (26,00%)
- 34 seggi FPÖ (Partito della Libertà Austriaco) (17,5%)
- 21 Seggi BZÖ (Alleanza per il Futuro dell'Austria) (10,7%)
- 20 seggi Die Grünen (I Verdi) (10,4%)

L'SPÖ, sebbene indebolito dai risultati, è risultato ancora primo partito e il Presidente della Repubblica ha quindi conferito a Werner Faymann (SPÖ) l'incarico di formare il nuovo governo. Josef Pröll (ÖVP) è stato nominato invece Vice Cancelliere. Il nuovo gabinetto è quindi una riedizione della grande coalizione che governava l'Austria dal 2006. Le elezioni regionali del 2009 in Carinzia hanno confermato la tendenza dell'elettorato austriaco di premiare i due partiti di destra (specie la BZÖ) a danno dei due storici partiti austriaci.

## Economia

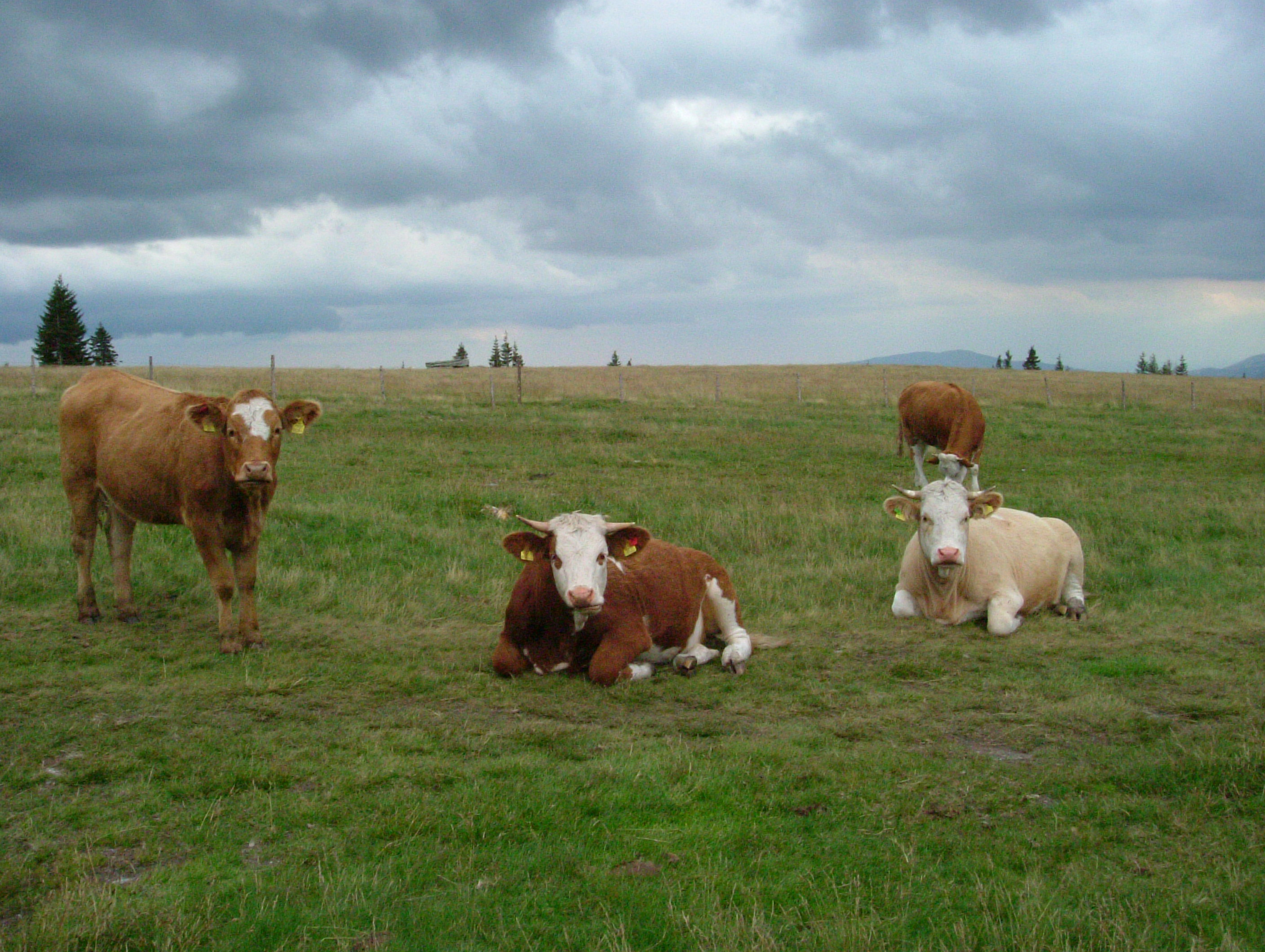
Allevamento di vacche

L'Austria, con la sua economia di mercato ben sviluppata e la sua alta qualità della vita (il servizio verso le madri incinte e gli anziani è uno dei migliori a livello europeo, altissimo il livello di istruzione, visto l'alto tasso di alfabetizzazione), è strettamente legata alle altre economie dell'Unione europea, specialmente a quella tedesca. Il rallentamento della crescita economica in Germania e del resto d'Europa (in seguito alla crisi del 2009) e del mondo ha influenzato l'Austria, rallentandone l'incremento. Tuttavia il paese ha reagito bene alla crisi e il PIL sta tornando a crescere.
Si allevano bovini e si coltivano barbabietole da zucchero, cereali e alberi da frutta. Celebre in tutto il mondo è il comparto alimentare dolciario, la torta Sacher è la torta più conosciuta. Particolarmente sviluppata è la coltura delle viti con cui si fanno degli ottimi vini bianchi, in particolare nella Bassa Austria, Burgenland e Stiria. Per lungo tempo i settori siderurgico e metallurgico hanno rappresentato una voce molto importante nell'economia austriaca. Negli Stati dell'Alta Austria e della Stiria in particolare sono sorte molte industrie, agevolate dalla ricchezza di risorse minerarie del territorio come lignite, ferro, piombo, magnesite e alla disponibilità di risorse energetiche, soprattutto di quella idroelettrica. Quindi il settore industriale è limitato territorialmente alle città di Vienna, Linz e Graz.
La crisi del settore negli anni settanta ha fatto crescere l'importanza di nuovi comparti: chimico, meccanica di precisione, apparecchi ottici, tessile, che si sono specializzati in produzioni di qualità molto elevata. Il settore terziario dà lavoro a quasi 7 austriaci su 10 contribuendo per il 71% al PIL nazionale. Il sistema dei trasporti austriaco supporta adeguatamente un flusso commerciale interno ed esterno (Italia, Germania, Svizzera i principali partner commerciali), ponendo al suo centro Vienna. Dalla capitale, infatti, parte un ramificato complesso di linee ferroviarie (6000 km) e stradali (108000 km), costruite nel più assoluto rispetto del naturale paesaggio austriaco. Molto intenso è anche il traffico fluviale che sfrutta l'estensione del Danubio. Importantissimo nell'economia del paese è il turismo, sia per quanto riguarda le città d'arte, Vienna, Linz e Salisburgo in primis, sia per il turismo invernale, con località rinomate e modernamente attrezzate per lo sci alpino. Di una certa importanza anche il turismo estivo, nelle località dei laghi carinziani e salisburghesi.

### Eurozona
L'Austria è tra gli undici paesi che hanno adottato l'euro come moneta nazionale, già nel 1999; l'euro è entrato in circolazione il 1º gennaio 2002, in sostituzione dello scellino austriaco. L'Austria è tra i paesi che ha deciso di avere il rovescio delle monete tutti diversi, come l'Italia.

### Trasporti
La rete autostradale austriaca non è molto estesa, anche a causa del territorio alpino su cui si sviluppa il Paese. In particolare non esiste una trasversale Est-Ovest, ma quattro direttrici Nord-Sud che collegano il paese con i principali Stati confinanti (Italia, Germania e Slovenia). Ne consegue che alcune regioni contigue, come il Tirolo del Nord, il Salisburghese e il Tirolo Orientale, non sono collegate tra di loro per mezzo di strade a scorrimento veloce. Per circolare sulle autostrade austriache è necessario munirsi di un bollino disponibile segnatamente presso le stazioni di rifornimento. Il contrassegno esiste in tre versioni: per 10 giorni, due mesi o annuale.

## Cultura

### Arte

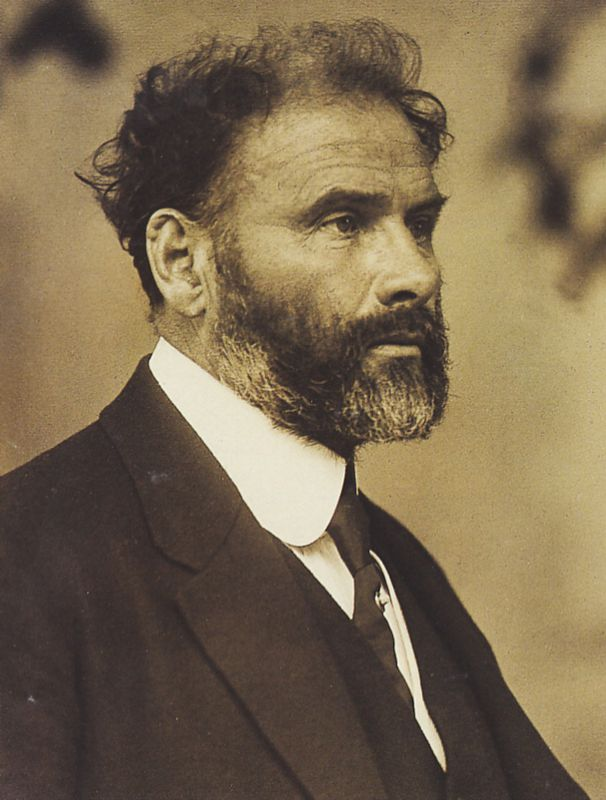
Gustav Klimt, importante esponente della Secessione viennese

Le prime testimonianze artistiche risalirono alle sculture e ai prodotti di oreficeria del 780 d.C. conservati presso il monastero di Kremsmünster. Dal 1100 vennero eretti sul territorio austriaco numerosi castelli e abbazie per opera dei cistercensi, ma per lo sviluppo dell'arte bisognerà attendere l'affermazione degli Asburgo, seppur sotto l'influsso iniziale tedesco e francese. Dal XIII secolo alla scultura lignea si affiancò quella in pietra realistica, che ebbe il suo centro a Vienna presso i cantieri della cattedrale di Santo Stefano.
Se agli inizi del Quattrocento si affermò il gotico cortese, ben rappresentato da Han von Tübigen, verso la metà del secolo si ebbe un ritorno del realismo, i cui migliori rappresentanti furono Conrad Laib per la pittura e Jacob Kaschauer per la scultura. In questo secolo molto forti furono le influenze fiamminghe. Nel Cinquecento si impose il naturalismo della Scuola Danubiana e alla corte di Massimiliano I si affiancarono molti artisti rinascimentali tedeschi, sulle cui opere aleggiò la derivazione italiana.
Il Seicento viene ricordato per le pregevoli costruzioni del duomo di Salisburgo, di importanti palazzi e opere di impronta barocca, come la Collegiata di Salisburgo. Al barocco seguì il neoclassicismo e il romanticismo contraddistinto dal recupero di stili diversi, tra i quali il Biedermeier. Dalla metà dell'Ottocento Vienna conquistò una posizione di assoluto primo piano nelle arti, giustificata dalla fioritura del razionalismo e del movimento di avanguardia Secessione viennese, nell'orbita del Liberty. Anche l'espressionismo e l'astrattismo fecero proselitismo in Austria. Importante l'esperienza dell'architettura austriaca moderna. Tra gli esponenti di spicco del periodo della Secessione viennese ricordiamo Gustav Klimt (1862-1918).

### Patrimoni dell'umanità
Diversi siti dell'Austria sono stati iscritti nella Lista dei patrimoni dell'umanità dell'UNESCO.

### Letteratura
Per quanto riguarda il passato, talvolta, non appare semplice distinguere il contributo della letteratura austriaca separato nitidamente dalla letteratura tedesca. Basti pensare a tal proposito che alle origini della letteratura tedesca bisogna inserire un'opera come l'epopea dei Nibelunghi, nata in un ambiente austro-bavarese. Inoltre sul territorio austriaco, durante il Medioevo fu fertile la produzione di lirica cortese, così come dal Seicento all'Ottocento si diffuse il filone della comicità popolare, dal quale scaturì il genere della farsa magica.
Tra gli scrittori austriaci più noti vi sono Franz Grillparzer, considerato il più grande scrittore della letteratura austriaca , Hugo von Hofmannsthal, esponente del decadentismo, Joseph Roth, cantore della finis Austriae, Peter Rosegger, Arthur Schnitzler, Johann Nestroy, Robert Musil, esponente del modernismo e autore del romanzo incompiuto L'uomo senza qualità (1930-1942), Franz Werfel, autore del romanzo storico I quaranta giorni del Mussa Dagh (1933), Karl Kraus, Friedrich Torberg, Felix Mitterer, Felix Salten, scrittore austro-ungarico, noto, in particolare, per il romanzo per ragazzi Bambi, la vita di un capriolo (1923), Thomas Bernhard, Peter Handke, Premio Nobel per la letteratura del 2019, Leo Perutz, Stefan Zweig. Tra gli scrittori moderni e contemporanei vanno menzionati Bertha von Suttner, vincitrice del premio Nobel per la pace nel 1905 ed Elfriede Jelinek, Premio Nobel per la letteratura nel 2004. Da ricordare inoltre Paulus Hochgatterer, primo austriaco ad aggiudicarsi il Premio letterario dell'Unione europea, nel 2009, con il romanzo Die Süsse des Lebens.

### Teatro
Il rito liturgico fu alla base del teatro in Austria, che venne strutturato e organizzato intorno al Medioevo. Dal Seicento le corti disposero di teatri, nei quali svolgevano attività permanenti gruppi stabili di attori. Questa fu l'origine dei teatri stabili ottocenteschi, luoghi di diffusione di arte drammatica, come i viennesi Volkstheater. Le compagnie di giro, dopo un lungo periodo di incertezza e precarietà, dopo la seconda guerra mondiale ripresero impulso e slancio. Tra i teatri austriaci, uno dei più antichi e dei più importanti è il Theater in der Josephstadt, fondato nel 1788.

### Musica

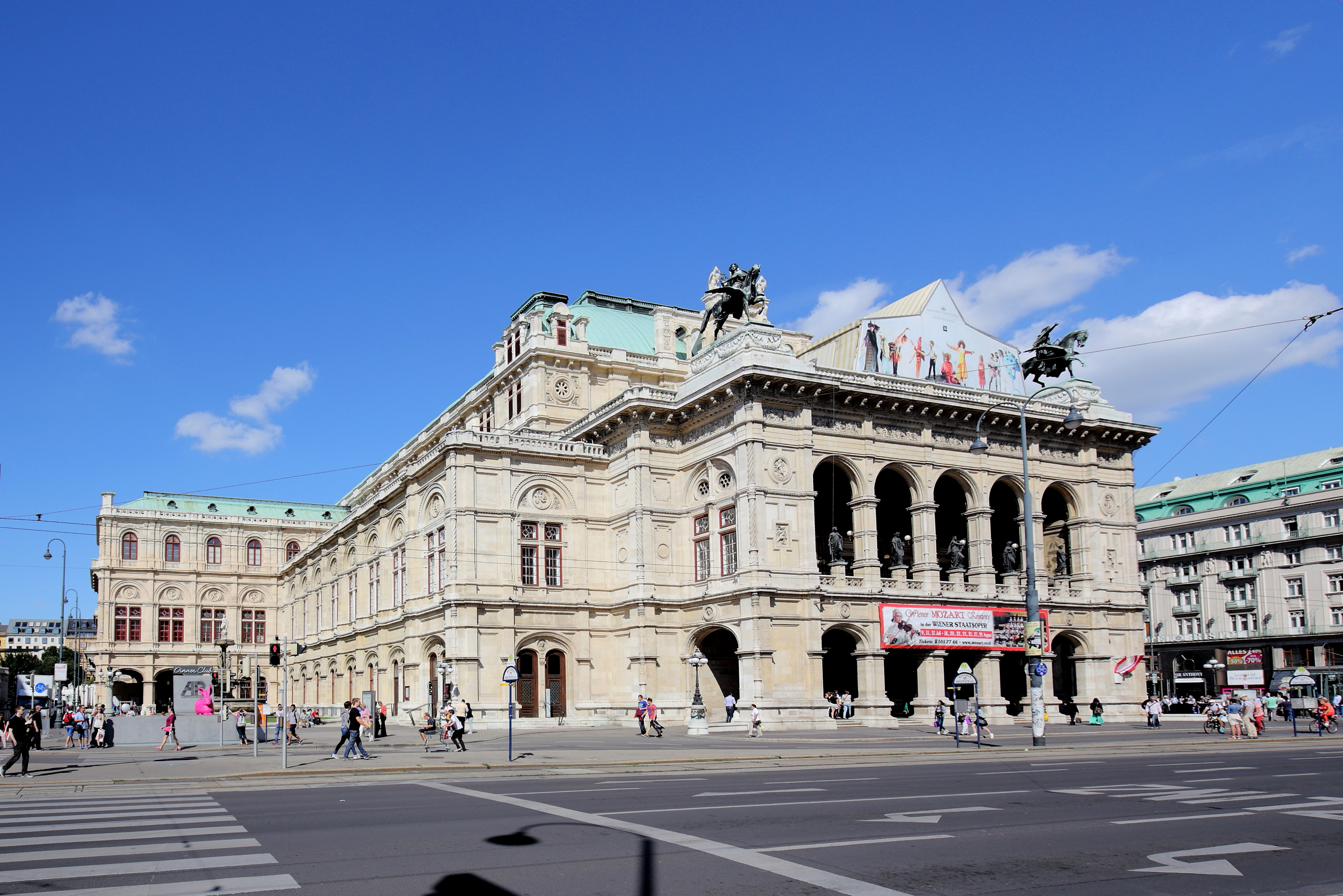
Opera di Stato, Vienna

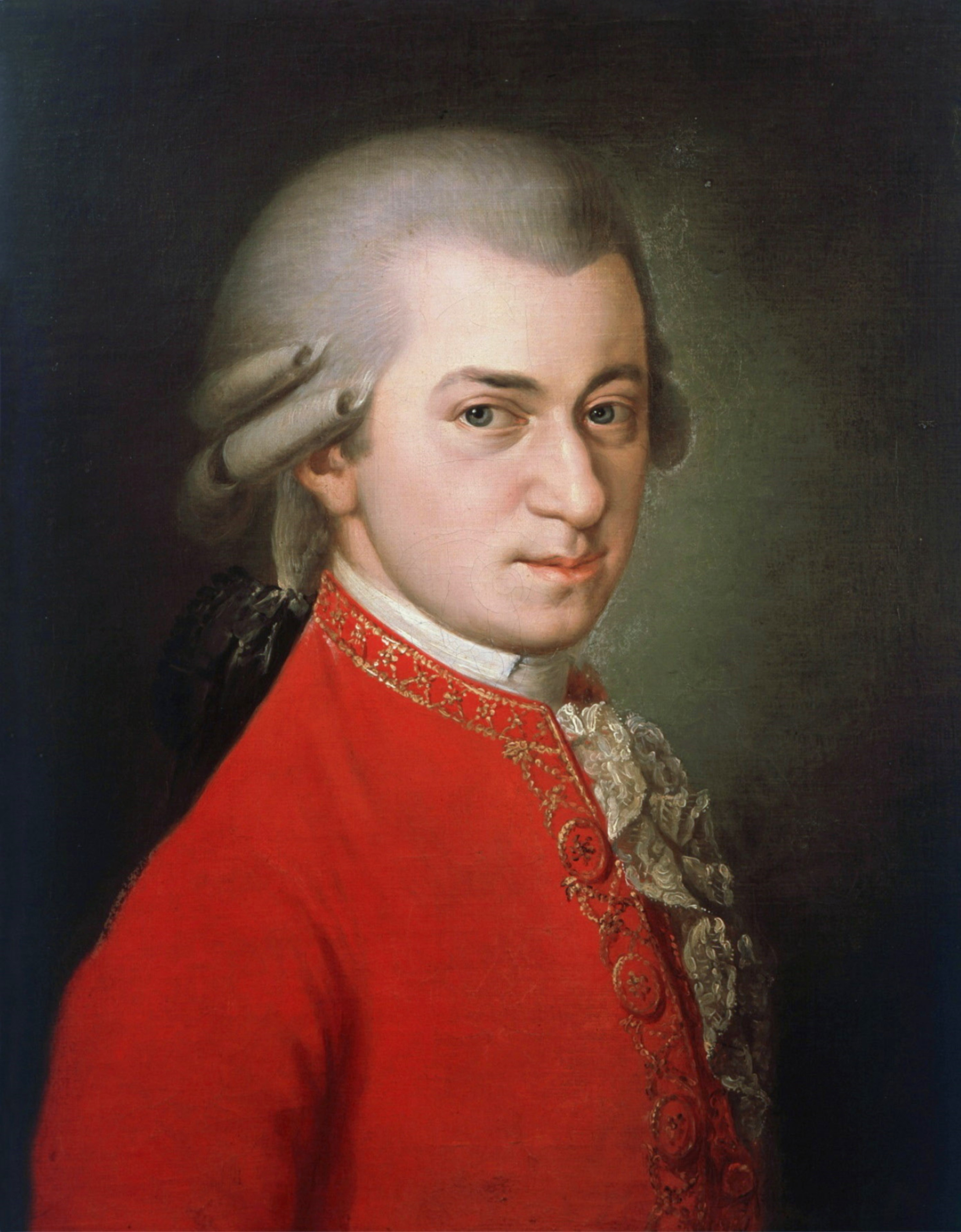
Wolfgang Amadeus Mozart, tra i massimi compositori di tutti i tempi

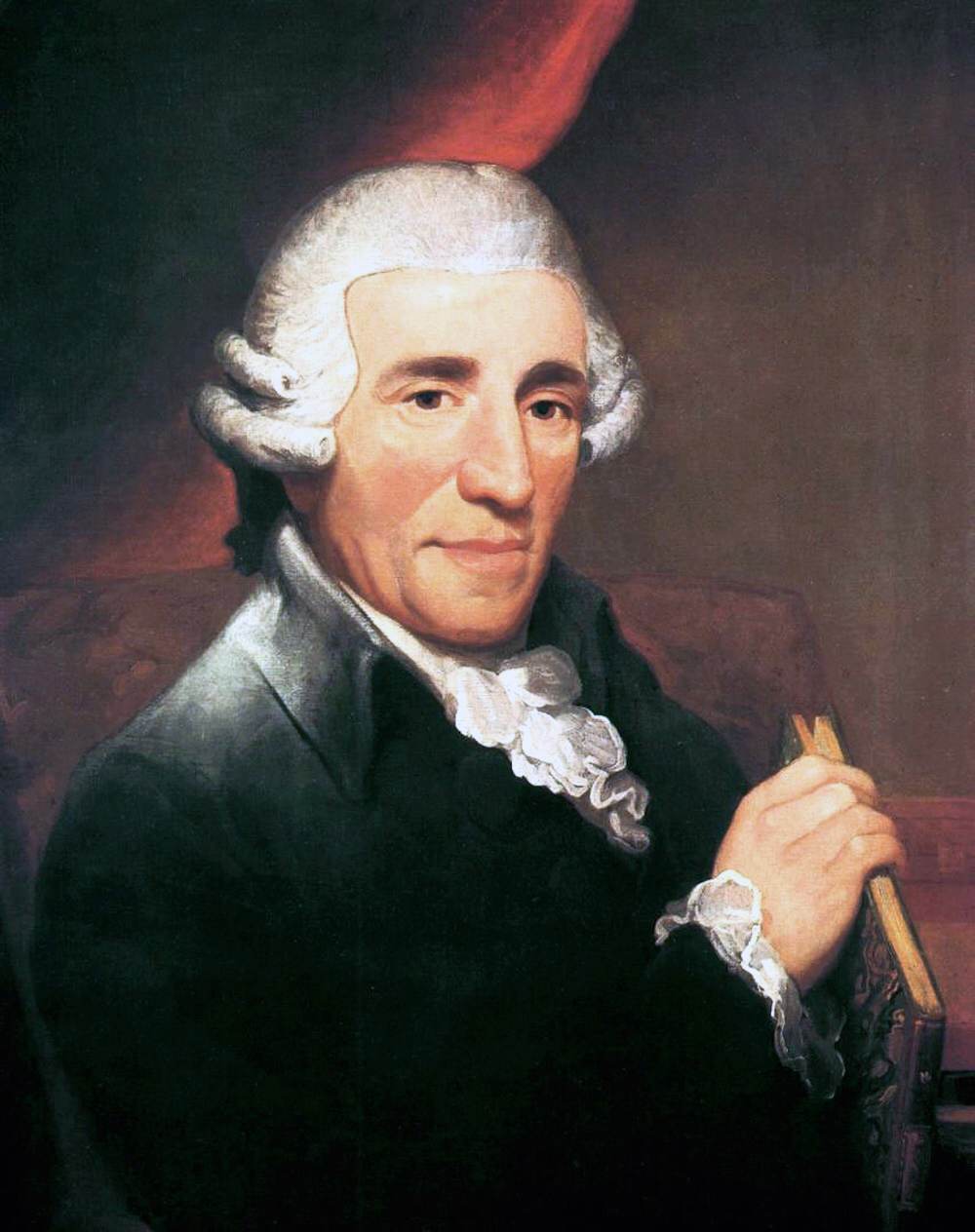
Franz Joseph Haydn

L'Austria è stata anche la patria di diversi famosi compositori come i fratelli Joseph e Michael Haydn, Wolfgang Amadeus Mozart e il padre Leopold, tutti tra i più importanti esponenti del classicismo musicale; Franz Joseph Haydn, oltre a essere esponente del classicismo viennese, contribuì alla nascita della sinfonia e del quartetto d'archi. Il 6 maggio 1829 (con brevetto approvato il 23 maggio dello stesso anno) viene inventata la fisarmonica, dall'austriaco Cyrill Demian. Nel XIX secolo si afferma a Vienna il valzer con Johann Strauss (padre), il Padre del valzer e Johann Strauss (figlio), il re del valzer, la musica di Franz Schubert, esponente della musica romantica, i membri della famiglia Strauss, e ancora Anton Bruckner e Gustav Mahler esponenti della musica tardo-romantica, Hugo Wolf, Franz von Suppé, noto anche per l'operetta Cavalleria leggera (1866); ed è austriaco il celebre canto di Natale Stille Nacht, heilige Nacht, noto in Italia come Astro del Ciel: il brano è datato 24 dicembre 1818 su musica di Franz Xaver Gruber e testo di Joseph Mohr. Agli inizi del XX secolo, si afferma la seconda scuola viennese, fondata da Arnold Schönberg, (l'ideatore della dodecafonia, esposta in un articolo del 1923), e cui importanti esponenti furono Anton Webern, e Alban Berg. Tra i cantanti austriaci spiccano Conchita Wurst e Falco.

### Filosofia e scienza

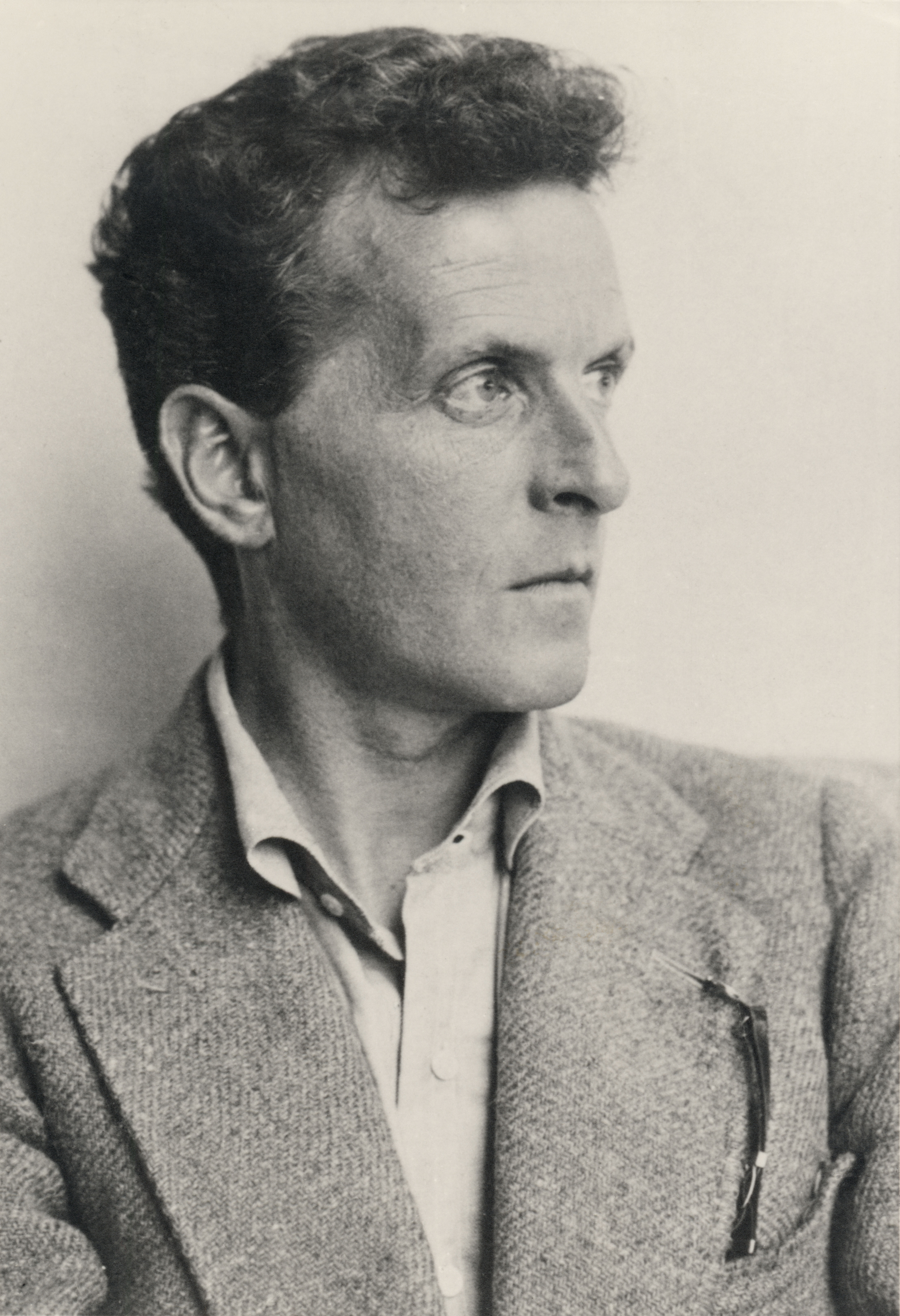
Ludwig Wittgenstein, tra i massimi esponenti della filosofia analitica

L'Austria è la patria di importanti filosofi e scienziati tra cui si ricordano Sigmund Freud, Alfred Adler, Melanie Klein, Edmund Husserl, fondatore della fenomenologia, Karl Popper, Paul Feyerabend, Ludwig Boltzmann, Christian Doppler, Ernst Mach, Kurt Gödel, Paul Ehrenfest, Wolfgang Pauli, Hermann Bondi, Erwin Schrödinger, Max Perutz, l'economista Joseph Schumpeter, e Konrad Lorenz, fondatore dell'etologia. Si è sviluppata qui anche una delle più importanti scuole di teoria economica, detta appunto "austriaca", che fu fondata da Carl Menger e poi sviluppata da Eugen von Böhm-Bawerk, Ludwig von Mises e Friedrich von Hayek. Tra i più importanti filosofi del XX secolo ricordiamo anche Ludwig Wittgenstein, tra i principali esponenti della filosofia analitica, e autore del Tractatus logico-philosophicus (1921), uno dei testi filosofici più rilevanti del Novecento.

#### Biologia e medicina

Sigmund Freud, fondatore della psicoanalisi

- Le leggi di Mendel (legge della dominanza, legge della segregazione, legge dell'assortimento indipendente) e la genetica, il cui padre viene spesso considerato Gregor Mendel [33], autore dell'opera Esperimenti sull'ibridazione delle piante (1865).
- 1884: viene eseguita la prima anestesia locale dall'oculista austriaco Karl Koller, che utilizzò per la prima volta come farmaco anestetico la cocaina.
- 1887: viene isolato il batterio Neisseria meningitidis (o meningococco), causa della meningite, dal batteriologo austriaco Anton Weichselbaum
- 1900: la scoperta dei gruppi sanguigni, da parte del biologo austriaco Karl Landsteiner: l'anniversario della sua nascita, il 14 giugno, è celebrato nel mondo con la giornata mondiale del donatore di sangue.
- La psicologia e i Metodi della scuola viennese: Sigmund Freud (il padre della psicoanalisi [34]), e autore de L'interpretazione dei sogni (1899), Alfred Adler e Viktor Frankl.
- Konrad Lorenz (1903-1989) e la nascita della moderna etologia scientifica; fu autore del noto libro L'anello di Re Salomone (1949)

#### Chimica e fisica
- Il fenomeno fisico dell'effetto Doppler (1845), di Christian Doppler.
- La meccanica quantistica, l'equazione di Schrödinger (1926) e il contributo alla fisica del XX secolo di Erwin Schrödinger.
- 1912: la scoperta dei raggi cosmici, da parte di Victor Franz Hess.

#### Matematica
- 1930: I teoremi di logica matematica chiamati teoremi di incompletezza di Gödel, da parte di Kurt Gödel

### Tecnologia
- 1º ottobre 1869: viene emessa dalle poste dell'Impero austro-ungarico la Correspondenz-Karte, la prima cartolina postale del mondo[35], inventata da Emanuel Herrmann.

#### Austria nello spazio
- 2 ottobre 1991: Franz Viehböck è il primo austriaco nello spazio.
- 25 febbraio 2013: vengono lanciati TUGSAT-1 e UniBRITE-1, i primi satelliti austriaci.

#### Esplorazioni
Verso la metà del XIX secolo la SMS Novara (1850) fu la prima nave austriaca a circumnavigare la Terra.

## Cinema e televisione

### Cinema
Tra i vari attori austriaci che si sono distinti tra il XX e il XXI secolo ricordiamo Arnold Schwarzenegger, anche politico, e Christoph Waltz e tra le attrici Hedy Lamarr e Romy Schneider, nota anche per il ruolo di protagonista nella celebre trilogia di film La principessa Sissi (1955), Sissi - La giovane imperatrice (1956) e Destino di una imperatrice (1957).
Alcuni dei più importanti registi cinematografici austriaci sono Fritz Lang e Michael Haneke. Inoltre due film austriaci hanno vinto l'Oscar al miglior film straniero, primo dei quali fu, nel 2008, Il falsario - Operazione Bernhard diretto dal regista Stefan Ruzowitzky. Risale al 1987 il primo film austriaco candidato per l'Oscar al miglior film straniero: si tratta di '38 del regista austriaco Wolfgang Glück.

### Televisione
ORF (Österreichischer Rundfunk / Televisione Austriaca) è la radiotelevisione nazionale austriaca, nata nel 1955. L'ORF ha un ruolo predominante nei media austriaci: infatti l'Austria è stato uno degli ultimi Paesi europei, a parte l'Albania, a permettere trasmissioni televisive private. Collabora con la televisione pubblica tedesca ARD e ZDF. I canali televisivi ORF 1 e ORF 2 si ricevono anche in Alto Adige, dove viene trasmesso un notiziario regionale, Südtirol Heute (Alto Adige oggi). Le reti che formano ORF sono sei reti radio e quattro canali televisivi.

## Sport

### Sport invernali
Per la sua particolare posizione geografica sulle Alpi l'attività sportiva più diffusa nel paese è lo sci alpino in stazioni sciistiche come Kitzbühel, Soelden, Schladming, Lienz, Flachau, Saalbach-Hinterglemm, Sankt Anton, Nassfeld-Pramollo eccetera: in questo sport la nazionale austriaca di sci alpino primeggia per numero complessivo di vittorie nella Coppa del Mondo, sia maschile sia femminile, ed è largamente la prima nazione nel medagliere olimpico. Anche altre discipline degli sport invernali hanno grande seguito e tradizione in Austria e tra queste: il salto con gli sci (due delle località dove si svolge annualmente lo storico torneo dei quattro trampolini sono austriache: Innsbruck e Bischofshofen), la combinata nordica e lo snowboard. L'Austria ha ospitato per due volte i Giochi olimpici invernali, nel 1964 e nel 1976: entrambe le edizioni si sono svolte a Innsbruck.

### Giochi olimpici
Il primo oro olimpico per l'Austria fu vinto nel nuoto da Paul Neumann, ai Giochi olimpici di Atene 1896. La prima medaglia olimpica per l'Austria fu la medaglia d'argento vinta da Otto Herschmann, nel nuoto, ai Giochi olimpici di Atene 1896.

### Calcio
Le squadre calcistiche più famose del Paese sono il Rapid Vienna, l'Austria Vienna, lo Sturm Graz e il Red Bull Salisburgo. Nel 2008 l'Austria, insieme alla Svizzera, ha ospitato il campionato europeo di calcio. La Nazionale di calcio dell'Austria ha ottenuto, in particolare, un terzo posto nel Campionato del mondo del 1954 e Campione nella Coppa Internazionale negli anni 1931-1932. Tra i grandi campioni del calcio austriaco possiamo ricordare Matthias Sindelar, Josef Bican, ed Ernst Ocwirk, inseriti nella lista dei Migliori calciatori del XX secolo IFFHS, rispettivamente ventiduesimo, trentaquattresimo, e cinquantanovesimo. E ancora Franz Binder, Hans Krankl e Walter Schachner, capocannoniere della Nazionale austriaca è Anton Polster con 44 reti.

### Ciclismo
In ambito ciclistico si tiene ogni anno il Giro dell'Austria. Il Giro d'Italia talvolta sconfina in territorio austriaco e vi pone l'arrivo di una tappa: l'ultima volta è avvenuto nel 2011 con una tappa con arrivo al Großglockner.

### Automobilismo
Con la nazionalità austriaca corre la scuderia di Formula 1 Red Bull Racing. Fra i numerosi piloti austriaci che hanno gareggiato in Formula 1 vanno ricordati i campioni del mondo Niki Lauda e Jochen Rindt e il pilota Gerhard Berger. L'Austria ospita annualmente il Gran Premio d'Austria.

### Motociclismo
Il pilota austriaco Rupert Hollaus è stato campione mondiale della classe 125 nel 1954 in sella a una NSU. L'Austria ospita annualmente il Gran Premio motociclistico d'Austria. La casa motociclistica austriaca KTM partecipa alle corse su pista sia nel Motomondiale sia nei campionati per motociclette derivate dalla serie. In entrambi i casi ottiene i successi più rilevanti nelle cilindrate più piccoleː Moto3 e Supersport 300. KTM ha vinto ulteriori titoli nelle corse su sterrato quali i Campionati mondiali di motocross, Enduro e Motorally.

## Gastronomia

### Dolci
Tra le specialità dolciarie austriache troviamo la Sachertorte o torta Sacher, inventata a Vienna nel 1832, dal pasticciere austriaco Franz Sacher, in onore del conte Klemens von Metternich.

## Festività
| Data        | Nome italiano         | Nome austriaco         | Note                                                 |
| ----------- | --------------------- | ---------------------- | ---------------------------------------------------- |
| 1º gennaio  | Capodanno             | Neujahr                |                                                      |
| 6 gennaio   | Epifania              | Heilige Drei Könige    |                                                      |
| Data mobile | Pasqua                | Ostersonntag           | Venerdì Santo (Karfreitag) festivo per i protestanti |
| Data mobile | Lunedì dell'Angelo    | Ostermontag            |                                                      |
| 1º maggio   | Festa dei lavoratori  | Staatsfeiertag         |                                                      |
| Data mobile | Ascensione            | Christi Himmelfahrt    | giovedì, 40 giorni dopo Pasqua                       |
| Data mobile | Pentecoste            | Pfingstsonntag         | domenica, cinquantesimo giorno dopo Pasqua           |
| Data mobile | Lunedì di Pentecoste  | Pfingstmontag          |                                                      |
| Data mobile | Corpus Domini         | Fronleichnam           | giovedì, 11 giorni dopo Pentecoste                   |
| 15 agosto   | Assunzione di Maria   | Mariä Himmelfahrt      |                                                      |
| 26 ottobre  | Festa Nazionale       | Nationalfeiertag       | Dichiarazione di neutralità austriaca, del 1955      |
| 1º novembre | Ognissanti            | Allerheiligen          |                                                      |
| 15 novembre | San Leopoldo          | Leopoldstag            | Festa del Santo patrono dell'Austria                 |
| 8 dicembre  | Immacolata Concezione | Mariä Empfängnis       |                                                      |
| 25 dicembre | Natale in Austria     | Christtag, Weihnachten | Celebrazioni per la ricorrenza del Natale            |
| 26 dicembre | Santo Stefano         | Stefanitag             |                                                      |

## Comunicazioni

### Mass media
L'ente televisivo austriaco (ORF) gode di un forte monopolio soprattutto nel campo dell'emittenza televisiva. Le due emittenti ORF1 e ORF2 sono state per lungo tempo gli unici programmi nazionali disponibili nel Paese. Solo con l'avvento della liberalizzazione del settore sono nate le prime televisioni private. Per ovviare a questa situazione, alcune emittenti tedesche hanno potuto aggirare la questione proponendo delle "finestre" austriache sui programmi satellitari (in particolare SAT.1, RTL e PRO7). Il primo programma pubblico, ORF1, presenta una programmazione generalista. Esso collabora con le consorelle svizzera e germanica (SRF e ARD) per la produzione di alcuni programmi che vengono trasmessi a reti unificate nell'area germanofona. La programmazione di ORF2 offre in particolare dei notiziari regionali trasmessi dai nove Länder che compongono l'Austria, oltre a un'edizione specialmente concepita per la Provincia autonoma dell'Alto Adige in Italia.

## Numismatica
La zecca austriaca (Münze Österreich), che si occupa della coniazione delle monete austriache, è una delle più antiche: la sua istituzione risale al 1194 ai tempi del duca d'Austria Leopoldo VI di Babenberg.

### Annotazioni
1. ↑  Tramite il Trattato di Stato austriaco.

### Riferimenti
1. ↑   Population by Year, su view.officeapps.live.com, 1º gennaio 2022.
2. ↑  (EN) Population growth rate, su CIA World Factbook. URL consultato il 28 febbraio 2013 (archiviato dall'url originale il 25 giugno 2014).
3. 1 2 3 4  (EN) World Economic Outlook Database, April 2019, su IMF.org, Fondo Monetario Internazionale. URL consultato il 16 maggio 2019.
4. ↑   Tasso di fertilità nel 2010, su data.worldbank.org. URL consultato il 12 febbraio 2013.
5. ↑  Lonnie Johnson, Introducing Austria: A short history, Ariadne Press, 270 Goins Court, Riverside, CA 92507, 1989. ISBN 0-929497-03-1 pag. 17.
6. ↑   Brook-Shepherd Gordon, The Austrians: A thousand-year odyssey, New York, Carroll & Graf Publishers, Inc., 1997,  p.  4., ISBN 0-7867-0520-5.
7. ↑  Lonnie Johnson, Introducing Austria: A short history, Ariadne Press, 270 Goins Court, Riverside, CA 92507, 1989. ISBN 0-929497-03-1 pag. 155–156.
8. ↑  CIA Libro dei Fatti par. 1.
9. ↑   Historia Langobardorum: text - IntraText CT, su intratext.com. URL consultato il 25 aprile 2016.
10. ↑  "L'attuale spirito di Vienna è caratterizzato dalla sorpresa e delusione": M. Morgagni, Relazione al Duce del 24 aprile XVI E.F. (1938), citato in R. Canosa, La voce del Duce. L'agenzia Stefani: l'arma segreta di Mussolini, Mondadori, Milano 2002, p. 144.
11. ↑  (DE) APCC (2014): Zusammenfassung für Entscheidungstragende (ZfE). In: Österreichischer Sachstandsbericht Klimawandel 2014 (AAR14). Austrian Panel on Climate Change (APCC), Verlag der Österreichischen Akademie der Wissenschaften, Vienna, Austria., su ccca.ac.at (archiviato dall'url originale il 26 dicembre 2019).
12. ↑   L’internazionalizzazione negli atenei torinesi: gli iscritti stranieri e gli studenti in mobilità in ingresso (PDF), su comune.torino.it,  p. 2. URL consultato il 29 febbraio 2024.
13. ↑   CIA - The World Factbook - Austria, su cia.gov. URL consultato il 17 settembre 2008 (archiviato dall'url originale il 24 dicembre 2018).
14. ↑  (DE) Bevölkerung nach dem Religionsbekenntnis und Bundesländern 1951 bis 2001 (PDF), su statistik.at, Statistik Austria. URL consultato il 16 gennaio 2009.
15. ↑  (DE) Katholikenzahl blieb in Österreich 2008 weitgehend stabil, su kathpress.co.at (archiviato dall'url originale il 31 luglio 2010).
16. ↑  (DE) Statistik der katholischen Kirche in Österreich 2003 2008, su katholisch.at (accesso 17. Februar 2011).
17. ↑  (DE) Bevölkerung Österreich, su statistik.at. URL consultato il 17 febbraio 2011.
18. ↑  (DE) Austrittszahlen offiziell: Über 87.000 verlassen katholische Kirche, su religion.orf.at. URL consultato il 29 aprile 2019 (archiviato dall'url originale il 27 dicembre 2011).
19. ↑  (DE) katholisch.at, Statistik: 2017 wieder leichter Rückgang bei Kirchenaustritten, su katholisch.at. URL consultato il 5 maggio 2018.
20. ↑  (DE) statistik.at, Religionszugehörigkeit 2021: drei Viertel bekennen sich zu einer Religion (PDF), su statistik.at. URL consultato il 4 gennaio 2024.
21. ↑  (DE) In Österreich leben mehr Orthodoxe als Muslime, su derstandard.at, 13 settembre 2018. URL consultato il 9 novembre 2018.
22. ↑  (DE)  Statistik Austria, Bevölkerung nach dem Religionsbekenntnis und Bundesländer 1951 bis 2001.
23. ↑  (DE) Demographie und Religion in Österreich (PDF), su integrationsfonds.at, agosto 2017. URL consultato il 9 novembre 2018.
24. ↑  Susie Bondi, Austrian Health Care Vienna, Austria (settembre 2009).
25. ↑  (EN) The Austrian healthcare system, in Just Landed. URL consultato il 5 maggio 2018.
26. ↑  Universo, De Agostini, Novara, 1962, Vol. I, pag. 52-53.
27. ↑  Universo, De Agostini, Novara, 1962, Vol. I, pag..53-54.
28. ↑   Franz Grillparzer, su treccani.it. URL consultato il 19 agosto 2023.
29. ↑  https://www.euprizeliterature.eu/author/paulus-hochgatterer.
30. ↑  https://www.strumentiemusica.com/in-evidenza/world-accordion-day/.
31. ↑   Stille Nacht! Heilige Nacht! 200 anni in festa!.
32. ↑   Breve introduzione alla filosofia analitica.
33. ↑   Gregor Mendel, il padre della genetica, su paginemediche.it. URL consultato l'11 maggio 2021.
34. ↑  https://www.storicang.it/a/sigmund-freud-il-padre-della-psicanalisi_15745
35. ↑   Quando i racconti di viaggio scorrevano su carta. 150 anni fa la prima cartolina - la Repubblica.